# 마크 콘수엘로스
마크 콘수엘로스(Mark Consuelos, 1971년 3월 30일 ~ )는 미국의 배우이다.

## 출연 작품
- 미스터 캣